# Neolophonotus somali
Neolophonotus somali là một loài ruồi trong họ Asilidae. Neolophonotus somali được Londt miêu tả năm 1990. Loài này phân bố ở vùng nhiệt đới châu Phi.